# سینماهای کلاسیک

لوگو سینماهای کلاسیک

سینماهای کلاسیک (انگلیسی: Classic Cinemas) یک گروه سینمایی در ایالات متحده آمریکا است.
این شرکت در تاریخ ۱۹۷۸ در داونرز گرو، ایلینوی تأسیس شده‌است.

## سینماها
- Charlestowne 18 در سنت چارلز، ایلینوی، ۱۸ سالن
- کارپنترزویل، ایلینوی, ۱۲ سالن
- ساندویچ، ایلینوی، ۷ سالن
- Elk Grove Theatre در الک گرو ویلیج، ایلینوی, ۱۰ سالن
- Fox Lake Theatre در فاکس لیک، ایلینوی, ۹ سالن
- Lake Theatre در اوک پارک، ایلینوی، ۷ سالن
- Lindo Theatre در فری‌پورت، ایلینوی، ۹ سالن
- Meadowview Theatre در کانکاکی، ایلینوی، ۳ سالن
- North Riverside Luxury 6, ۶ سالن
- Ogden 6 در ناپرویل، ایلینوی، ۶ سالن
- Paramount Theatre در کانکاکی، ایلینوی، ۵ سالن
- Tivoli Theater در داونرز گرو، ایلینوی، ۱ سالن
- Woodstock Theatre در وودستوک، ایلینوی، ۸ سالن
- York Theatre در المهرست، ایلینوی، ۱۰ سالن